# Gonzalo Rincón Tapias
Gonzalo Rincón Tapias “Shihan” (Sogamoso, Boyacá, Colombia, 16 de febrero de 1971). Es maestro de Karate de estilo Kyokushin kaikan Union.

## Biografía
De niño se inspiró en películas de artes marciales protagonizadas por celebridades como Bruce Lee, Jackie Chan, Jet Li, Jean-Claude Van Damme, Chuck Norris, Steven Seagal, entre otros. En 1983, alternando sus estudios de bachillerato empezó a entrenar con su compañero de clase Óscar Marcial en la escuela de Artes Marciales “Okinawa Te”, en el municipio de Sogamoso Boyacá. Bajo la tutela del maestro Pedro Uzcátegui inició entrenamientos y pronto empezó a ganar competencias, obteniendo trofeos para el municipio de Sogamoso. En 2010 contrajo matrimonio con Janeth Cadena Caballero, de la unión hay dos hijos; Andrés Felipe Rincón Cadena y Maia Salomé Rincón Cadena.

## Estudios
1988 - Es licenciado en administración educativa, Universidad Cooperativa de Colombia sede Bogotá. 
2000 - Administrador de empresas, Universidad Cooperativa de Colombia sede Bogotá.
2018 - Magíster en educación, Universidad Cooperativa de Colombia sede Bogotá. 
Diversos seminarios, diplomados y talleres de capacitación en áreas de docencia universitaria, formación deportiva, técnicas de pedagogía contemporánea, solución pacífica de conflictos, gerencia empresarial de alto nivel, criminología y estudios de derecho penal entre otros estudios realizados.  

## Preparación deportiva
Ha entrenado y participado en competencias de full contact, kick boxing, win chung, shootfighting, taichí, artes marciales mixtas, boxeo, defensa personal de seguridad. Ha realizado capacitaciones de Krav Maga, el arte de defensa personal desarrollado en Israel. Actualmente funge como maestro en entrenamiento deportivo para el equipo de Karate de Colombia, y realiza constantemente seminarios para entrenadores de Karate Do, PNL, entre otros.

## Logros
A lo largo de 38 años de carrera como deportista ha conquistado varios logros, destacando las 15 ocasiones como campeón de la Copa Colombia de Artes Marciales Abiertas. Otros triunfos:
2019 - Campeón Mundial en la Categoría Sénior Master, Moscú - Rusia.
2018 - Subcampeón internacional en kata, 1.er campeonato KWF Kyokushikai de América, San José – Costa Rica.
2018 - Campeón Sénior open Weigth, 1.er campeonato KWF Kyokushikai de América San José – Costa Rica.
2017 - Campeón Sénior, 2.ª copa América karate Kyokushin Unión, Celaya, Guanajuato – México.
2013 - Campeón Mundial categoría media, karate Kyokushin Unión, Valparaiso – Chile.
2005 - Campeón latinoamericano, Primer Torneo de Kyokushin Union Chile,  Santiago -  Chile.
Desde el año 2005 es director y representante del país para Colombia del “International Karate Organization Kyokushinkaikan Union” Ikoku, organismo fundado por Masutatsu Ōyama, como director tiene la potestad para avalar y autorizar competencias, Dōjō o centros de entrenamiento para Colombia. Desde el 2005 funge como coordinador del Colegio Santa Martha I.E.D., institución educativa al sur de Bogotá.